# Scaphytoceps melleus
Scaphytoceps melleus är en insektsart som beskrevs av Dlabola 1957. Scaphytoceps melleus ingår i släktet Scaphytoceps och familjen dvärgstritar. Inga underarter finns listade i Catalogue of Life.